# Helmut Maletzke
Helmut Maletzke (Neustetten, 8 de octubre de 1920-Greifswald, 15 de octubre de 2017) fue un pintor, artista gráfico y escritor alemán.

## Biografía
Cuando solo tenía 3 años, Helmut Maletzke se trasladó con su familia de Neustettin a Kolberg, donde su padre, maestro de primaria, murió en 1926. En 1939 Helmut Maletzke pasó su Abitur y fue reclutado posteriormente en el Servicio de Trabajo del Reich. En el mismo año fue llamado a filas y sirvió como soldado hasta 1945.
En 1946 fundó el grupo de artistas "Die Bühne" y en 1950 se hizo miembro de la asociación de artistas Verband Bildender Künstler (VBK). Posteriormente estudió historia del arte en el Instituto Caspar David Friedrich de la Universidad de Greifswald hasta 1957. En 1953, Helmut Maletzke trabajó por primera vez en el ámbito de la decoración arquitectónica en el Ayuntamiento de Greifswald, donde creó un gran mural en la sala de reuniones con la temática «Greifswald medieval». En 1959 organizó sus primeras exposiciones individuales en Greifswald, Schwerin y Magdeburgo.
Maletzke fue un artista muy controvertido desde los puntos de vista cultural, político y artístico. A raíz de la continua polémica en torno al pintor, la junta directiva del VBK le prohibió el 7 de febrero de 1972 que continuara con su trabajo porque estaba «adoctrinando a la población». Sin embargo, siguió perteneciendo a la organización. En 1973, Maletzke se salvó de una marginación total en el panorama artístico gracias a la reputación que había adquirido su arte en el extranjero. Pero no podía seguir trabajando en espacios públicos. Esta limitación tan importante redundó en la censura de su obra. Maletzke empezó a pintar óleos de gran formato de temática ideológica tanto para encargos privados como para sí mismo. Por supuesto, apenas pudo exhibir estas obras en exposiciones nacionales. De hecho, recibió insultos y muy duras críticas en los lugares en los que se atrevió a hacerlo. No obstante, la Iglesia evangélica le dio la oportunidad de exponer sus obras de diversas maneras en sus instalaciones.
El 13 de octubre de 1997, Helmut Maletzke cortó su relación con la Stasi cuando descubrió que o bien no podían o no querían ayudarle a solucionar los problemas causados por su ideología, sino que se estaban aprovechando de él. Pese a esto, el ministerio no perdió del todo el contacto con el artista. Tras el proceso de la reunificación alemana, Helmut fue invitado a participar en numerosas exposiciones en otros países, como Nueva York, Los Ángeles, París y San Petersburgo. En 1997 pudo publicar su novela autobiográfica Signum B. T. que había terminado de escribir en 1987. Ese mismo año también publicó una colección de cuentos y fundó la sala de exposiciones "Pommernhus" en Greifswald, en la que organizó exposiciones nacionales e internacionales como director honorario.
En 2004 creó la Fundación Helmut Maletzke. Con motivo de su 85 cumpleaños, tuvo lugar en la sala Pommernhus la exposición más importante de su vida artística, que contó con 120 obras. Helmut Maletzke participó en exposiciones y realizó las suyas propias en 22 países y obtuvo premios en 11 concursos de arte. En marzo de 2011, promovió la reunificación del grupo de artistas "Die Bühne", que se había disuelto anteriormente.

## Helmut Maletzke y la Norddeutscher Rundfunk
Con motivo del 90.º aniversario de Helmut Maletzke, la Norddeutscher Rundfunk informó el 8 de octubre de 2010 que Helmut Maletzke era un empleado extraoficial de la Stasi. Según un expediente de aproximadamente 800 páginas, Maletzke había declarado que estaba dispuesto a cooperar con la Stasi el 6 de abril de 1961. Bajo el seudónimo de «Erwin Schreiber», Maletzke recogió informes sobre el VBK en el área de Greifswald, otros artistas, sus viajes al extranjero y su propio desarrollo.
En 2011, la asociación de artistas pomeranos "Pommerscher Künstlerbund", que ya se había distanciado de Maletzke en 2010, se separó de "Pommernhus" y de la Fundación Maletzke. Como la relación con esta asociación ya era problemática antes de octubre de 2010 y había dado lugar a numerosas discrepancias, Helmut Maletzke renunció en noviembre de este mismo año a su condición de miembro de la "Pommerscher Künstlerbund", a la que pertenecía desde 1996.